# توحيدية (مسيحية)
لاستخدامات أخرى، راجع توحيد (توضيح).
التوحيدية هي حركة لاهوتية مسيحية دينية سميّت كذلك استنادًا إلى مفهومها بوحدانيّة الله حيث ترفض عقيدة التثليث، بالمقابل تعتبر عقيدة التثليث معتقد ديني يعني بأن الله الواحد ثلاثة أقانيم أو ثلاث حالات في نفس الجوهر المتساوي. أصحاب عقيدة التوحيد يؤمنون أن يسوع هو بشكل من الأشكال «ابن» الله، ولكنه ليس هو الإله الواحد. وكما هو معروف فإن دعاة التوحيد يرفضون العديد من عقائد المذاهب المسيحية التقليدية الأخرى؛ بما في ذلك عقيدة السوتريولوجيا والخطيئة الأصلية؛ وفي الآونة الأخيرة يرفض أتباع التوحيدية عقيدة عصمة الكتاب المقدس. صنّف ج. جوردون ميلتون مذهب التوحيدية المسيحية في موسوعة الأديان الأمريكية؛ المذهب بين أسرة الكنائس «المسيحيّة الليبراليّة». تُعتبر الحركة التوحيدية أحيانًا ضمن الطوائف البروتستانتية بسبب أصولها التي تعود إلى حركة الإصلاح، وتعاونها القوي مع المذاهب البروتستانتيَّة الأخرى منذ القرن السادس عشر، ويُمكن اعتبار الموحدين موحدين بروتستانت، أو ببساطة الموحدين. في حين هناك وجهات نظر تستبعد التوحيدية من ضمن المذاهب البروتستانتية بسبب طبيعتها اللاثالوثية وتعتبرها ببساطة حركة مسيحية لاثالوثية.
ينبغي الفرز بين التوحيدية الكتابية (بالإنجليزيّة: Biblical unitarianism) والتوحيدية الكونية (بالإنجليزيّة: Unitarian universalism). يؤمن الموحدون الكتابيون بالله واحد أحد، وبيسوع المسيح وبهبة روح القدس. ويختلفون عن التثليثيين بالإيمان أن الآب السماوي وحده هو الله (يوحنا، 3:17). ويعتمدون على المراجع التوراتية والإنجيلية لنفي عقيدة الثالوث وألوهية المسيح ويطالبون بإعادة تأويل النصوص المقدسة.
للموحدين الكونيين جمعيات ومؤسسات في مختلف أنحاء العالم تجتمع في المجلس الدولي للموحدين والكونيين، ولا يعد الكثير من الموحدين الكونيين أنفسهم مسيحيين مع أنهم يتشاطرون مع الكنائس المسيحية بعض المعتقدات والقواعد الإيمانية. وينقسم الموحدون إلى جماعات عديدة، يتركز وجودها في الولايات المتحدة الأمريكية وكندا.
بدأت حركة الموحدين، وإن لم تكن تسمى «بالموحدين» في البداية، في وقت واحد تقريبًا في كل من الكومنولث البولندي الليتواني وترانسيلفانيا في منتصف القرن السادس عشر. وقد ضمّت بين صفوف أتباعها عددًا كبيرًا من الإيطاليين. تأسست في انكلترا الكنيسة التوحيدية الأولى في عام 1774 في شارع إسيكس، في مدينة لندن، حيث كان مقر الموحدين البريطانيين؛ والتي ما تزال تقع في نفس المكان إلى اليوم. كان القبول الرسمي الأول للإيمان بالتوحيد من جانب الأبرشانيّة في أمريكا في تشابل كينج في بوسطن، حيث قام جيمس فريمان بتدريس عقيدة التوحيد في عام 1784، وكان قد عين رئيسًا للجماعة في السابق وقام بتنقيح كتاب الصلاة وفقَا لمذهب الموحدين في عام 1786.

## المصطلح
«التوحيد» هو اسم علم ويتبع نفس الإستخدامات اللاهوتية في اللغة الإنجليزية والتي وضعت في إطار الحركات الدينية الأخرى مثل ال (كالفينية، تجديدية العماد، الأدفنتست، اللوثرية الخ). مصطلح توحيديّة كان موجود قبل نشأة العقيدة التوحيدية وقبل اتخاذها المصطلح اسمًا للحركة، وبالتالي في بعض الأحيان يتم استخدام المصطلح كإسم شائع لشمل من يعتبر يسوع المسيح قد أنكر الثالوث أو التي تعتقد أن الله هو شخص واحد فقط. في هذه الحالة تدعى هذه العقيدة باسم لاثالوثية والتي لا ترتبط بالضرورة مع الحركة الدينية التوحيدية. على سبيل المثال، حركة الموحدين لم تقبل أبدًا ألوهية يسوع، ولكنها لاتؤمن في العقائد المختلفة التي تؤمن فيها الحركات اللاثالوثية المختلفة مثل الوحدانية الخمسينية، وكنيسة العنصرة الدولية وكنيسة المسيح الحقيقية وكتابات ميغيل سيرفيت حيث تؤمن هذه الحركات الأخيرة على أن يسوع هو الله وكشخص واحد. على الرغم من أن هذه الجماعات هي لاثالوثية وتوحيدية بشكل من الأشكال.
مصطلح الموحدين يُطّبق اليوم أحيانًا على أولئك الذين ينتمون إلى كنيسة الموحدين ولكنهم لا يؤمنون بالتوحيد اللاهوتي. في الماضي، كانت الغالبيّة العظمى من أعضاء كنائس الموحدين تؤمن أيضًا بالتوحيد اللاهوتي. مع مرور الوقت، ابتعد بعض الموحدين والموحدين العالميين عن الجذور المسيحيّة التقليديّة التوحيديّه. على سبيل المثال، في عام 1890 بدأت جمعية الموحدين الأمريكية السماح لغير المسيحيين والكنائس اللاإلوهية والأفراد ممن ليست لديهم خلفية دينية مسيحية أي يكونوا جزءًا من الكنيسة. ونتيجة لذلك، سمي من يؤمن بالعقيدة التوحيدية اللاهوتية بالموحدين لأنهم كانوا أعضاء في الكنائس التي تنتمي لجمعية الموحدين الأمريكية. بعد عدة عقود، فاق عدد الأعضاء غير الإلوهيين الأعضاء الموحدين اللاهوتيين. تتواجد أيضًا جماعات مشابهة أقل عددًا نسبيًا، اتخذت ظاهرة أن يفوق الموحدين اللاهوتيين وتتواجد بين كنائس الموحدين في المملكة المتحدة، وكندا، وغيرها من البلدان. يتميز اللاهوت التوحيدي عن نظام اعتقاد كنائس الموحدين والكونيين الموحدين الحديثة. تتضمن هذه المقالة معلومات حول التوحيد كحركة لاهوت وعن تطور الكنائس الموحدين لاهوتيًا. للاطلاع على تطور وعقائد التوحيدية الحديثة انظر توحيدية عالمية.

## وصلات خارجية
- The International Council of Unitarians and Universalists
- Biblical Unitarian